# Campeonato Regional de Fútbol de Maio 2013-14
El Campeonato Regional de Fútbol de Maio 2013-14 es el campeonato de fútbol que se juega en la isla de Maio. Empezó el 15 de diciembre de 2013 y terminó el 9 de marzo de 2014. El torneo lo organiza la Federación de Fútbol de Maio.
Académico 83 es el equipo defensor del título. La competición la disputan total de 5 equipos, se juega a 10 jornadas a ida y vuelta. Todos los partidos se juegan en el Estadio Municipal 20 de Janeiro.

## Equipos participantes
- Académica da Calheta
- Académico 83
- Beira-Mar
- Onze Unidos
- Santana

## Tabla de posiciones
Actualizado a 10 de marzo de 2014
|   | Equipo               | PJ | PG | PE | PP | GF | GC | DG  | PTS |
| - | -------------------- | -- | -- | -- | -- | -- | -- | --- | --- |
| 1 | Académica da Calheta | 8  | 7  | 0  | 1  | 29 | 5  | +24 | 21  |
| 2 | Académico 83         | 8  | 5  | 1  | 2  | 17 | 10 | +7  | 16  |
| 3 | Onze Unidos          | 8  | 4  | 0  | 4  | 15 | 13 | +2  | 12  |
| 4 | Beira-Mar            | 8  | 1  | 2  | 5  | 8  | 26 | -18 | 5   |
| 5 | Santana              | 8  | 1  | 1  | 6  | 7  | 22 | -15 | 4   |

## Resultados
| Académico 83 | 3 - 1 | Santana              | 15 de diciembre | 14:00 |
| Onze Unidos  | 0 - 2 | Académica da Calheta | 15 de diciembre | 16:00 |

| Beira-Mar   | 0 - 4 | Académico 83 | 11 de enero | 14:00 |
| Onze Unidos | 0 - 3 | Santana      | 11 de enero | 16:00 |

| Santana      | 3 - 4 | Beira-Mar            | 19 de enero | 14:00 |
| Académico 83 | 2 - 1 | Académica da Calheta | 19 de enero | 16:00 |

| Beira-Mar            | 2 - 4 | Onze Unidos | 26 de enero | 14:00 |
| Académica da Calheta | 6 - 0 | Santana     | 26 de enero | 16:00 |

| Onze Unidos | 3 - 1 | Académico 83         | 2 de febrero | 14:00 |
| Beira-Mar   | 0 - 5 | Académica da Calheta | 2 de febrero | 16:00 |

| Santana              | 0 - 2 | Académico 83 | 9 de febrero |  |
| Académica da Calheta | 3 - 0 | Onze Unidos  | 9 de febrero |  |

| Santana      | 0 - 4 | Onze Unidos | 16 de febrero | 14:00 |
| Académico 83 | 1 - 1 | Beira-Mar   | 16 de febrero | 16:00 |

| Beira-Mar            | 0 - 0 | Santana      | 23 de febrero |  |
| Académica da Calheta | 3 - 2 | Académico 83 | 23 de febrero |  |

| Onze Unidos | 3 - 0 | Beira-Mar            | 2 de marzo |  |
| Santana     | 0 - 3 | Académica da Calheta | 2 de marzo |  |

| Académica da Calheta | 6 - 1 | Beira-Mar   | 9 de marzo |  |
| Académico 83         | 2 - 1 | Onze Unidos | 9 de marzo |  |

### Evolución de las posiciones
| Equipo / Jornada     | 01 | 02 | 03 | 04 | 05 | 06 | 07 | 08 | 09 | 10 |
| -------------------- | -- | -- | -- | -- | -- | -- | -- | -- | -- | -- |
| Académica da Calheta | 2  | 2  | 2  | 2  | 1  | 1  | 2  | 1  | 1  | 1  |
| Académico 83         | 1  | 1  | 1  | 1  | 2  | 2  | 1  | 2  | 2  | 2  |
| Beira-Mar            | 3  | 4  | 4  | 4  | 5  | 5  | 4  | 4  | 4  | 4  |
| Onze Unidos          | 5  | 5  | 5  | 3  | 3  | 3  | 3  | 3  | 3  | 3  |
| Santana              | 4  | 3  | 3  | 5  | 4  | 4  | 5  | 5  | 5  | 5  |

| Campeón Académica da Calheta 3.er título |